# Baia e Latina
Baia e Latina ist eine italienische Gemeinde (comune) mit 2014 Einwohnern (Stand 31. Dezember 2023) in der Provinz Caserta in Kampanien. Die Gemeinde liegt etwa 26 Kilometer nordnordwestlich von Caserta in den Monti Trebulani. Der Volturno bildet die nördliche Grenze von Baia e Latina.

## Persönlichkeiten
- Dee D. Jackson (* 1954), Sängerin, lebte eine Zeit lang in Baia e Latina

## Verkehr
Durch die Gemeinde führt die Strada Statale 372 Telesina von Benevento nach Caianello.